# 阿法纳索沃农村居民点
阿法纳索沃农村居民点（俄语：Афанасовское сельское поселение）是俄罗斯联邦别尔哥罗德州科罗恰区所属的一个农村居民点。其下辖有6个居民点，行政中心为阿法纳索沃。据2016年统计，该农村居民点的人口为1508人。